# Мисливський союз Республіки Сербської
Мисливський союз Республіки Сербської (серб. Ловачки савез Републике Српске), або скорочено ЛСРС — організація, яка представляє та захищає інтереси своїх членів, консультує та професійно організовує їх дії, сприяє розвитку полювання та мисливського туризму, організовує і бере участь у ярмарках, розвиває мисливську етику, кінологію та полювання, а також виконує інші завдання, які пов'язані з полюванням в країні та полюванням іноземців на території Республіки Сербської.
Недержавна, неурядова, непартійна асоціація, яка має статус юридичної особи. Альянс має близько 20 000 членів (мисливців), ще 105 членів є юридичними особами. ЛСРС складається з 79 мисливських об'єднань Республіки Сербської, мисливського асоціації округу Брчко, 18 лісових володінь Республіки Сербської, керованих ЮО «Ліси Республіки Сербська», двох національних парків Республіки Сербської, двох ставків та трьох компаній з обмеженою відповідальністю. ЛСРС — членом Міжнародної ради полювання й охорони тваринного світу (CIC) та Європейської ради мисливців (ОСОБИ). Основним завданням ЛСРС є збереження, захист та використання дикої природи, зберігаючи при цьому природний баланс, а також популяризація полювання як галузь економіки, спортиу й спортивного туризму, захист природи та навколишнього середовища, а також розвиток полювання та мисливської кінології. Штаб-квартира ЛСРС знаходиться на вулиці Меше Селимовича №. 15 у Бієліні. Бухгалтерія ЛСРС розташована у Сокоці на вулиці Романійській, 1 та в Баня-Луці по вулиці Васе Пелагича, 15.

## Організація
Мисливський союз Республіки Сербської було офіційно заснована 19 березня 1994 року в Бієліні. Засновниками ЛСРС були представники 99 союзів мисливців та інших мисливських організацій на території Республіки Сербської.
Мисливський союз приймає рішення про мисливський календар, тобто сезон полювання на диких тварин на території Республіки Сербської.

## Органи
Органи союзу:
- Скупщина;
- Рада директорів;
- Президент Союзу;
- Наглядова рада.

### Скупщина
Скупщина є найвищим керівним органом Союзу. Скупщина складається з членів, які обираються членами Союзу з терміном повноважень на 4 років. Кількість членів союзу Скупщини — пропорційна кількості її членів. Організації Союзу — мисливські об'єднання до 300 членів та інші члени Союзу обирають одного представника до Скупщини Союзу. Організації з кількістю членів від 301 до 600 чоловік обирають двох представників; з 601 до 900 — 3-ох, а понад 900 оловік — обирають чотирьох представників. Підставою для збільшення кількості представників Союзів у Скупщині для кожної організації є кількість членів, за які організаціями було сплачено членський внесок за поточний рік.
- Драган Павлович — президент
- Воїн Бере — віце-президент
- Радослав Анелидич — віце-президент

### Рада директорів
Рада директорів є виконавчим органом Скупщини Союзу, кандидати в члени Ради директорів висуваються регіональними моюзами мисливців. Рада складається з 20 членів, а голова Ради — президент Союзу мисливіців.
Всередині Ради директорів утворюються постійні професійні робочі органи: Експертна рада мисливців та Інформаційна комісія.
Тимчасовими комісіями є: комісія з нормативної діяльності, мисливська комісія, комісія з кінології, комісія з мисливських трофеїв, комісія з визнання та невизнання, а також комісія Фонду солідарності.

### Президент Союзу
Президент Союзу є виконавчим органом цього Союзу. Президент, який обирається Скупщиною Союзу з числа членів Ради директорів терміном чотири роки, з можливістю повторного обрання. Президентом Союзу може бути обраний кожен член організації, який користується особливою повагою в Союзі та відповідає загальним і спеціальним умовам, які встановлені Радою директорів Союзу.
Президент Мисливського союзу Республіки Сербської — Саво Мінич, секретар — Живожин Лазич. Союз затверджує Кодекс мисливців Республіки Сербської та прейскурант своїх послуг, а також дозволяє використання мисливських угідь Республіки Сербської.

### Наглядова рада
Наглядова рада контролює збір та розпорядження коштами Союзу й складається з 3 членів.
Наглядова рада є контролюючим органом союзу, основним завданням є контроль цільового використання й забезпечення дотримання чинних актів Союзу іншими органами Союзу, а також застосування положень Закону про полювання та інших законів і нормативних актів, особливо в області фінансових та матеріальних операцій. НР складається з трьох членів, які обираються Скупщиною на виборчою комісією серед фахівців з економіки, права, лісового господарства, полювання або інших суміжних спеціальностей.
Перша установча сесія призначиається Головою наглядової ради на останньому засіданні попередньої сесії, наглядова рада обирає свого голову. Член Наглядової Ради або член Ради директорів не можуть бути призначені до Наглядової Ради.

### Адміністративна служба
Адміністративна служба союзу виконує професійні та адміністративно-технічні функції. Роботу адміністративної служби керує секретар Союзу. Організація та діяльність адміністративної служби Союзу регулюються нормативними актами, які прийняті Радою директорів Союзу. До адміністративної служби Союзу належать: секретар Союзу, виконувач обов'язків Влайко Ілич; незалежний експерт з полювання її членами — 3 посади (не заповнені); професійний помічник з адміністративних та матеріально-фінансових питань, Слажана Кочевич; спеціаліст з технічних питань, розподілу матеріалів, економіст, та 1 водій ((не заповнено)); виконавчий санітар 1 ((не заповнений).

## Мисливські угіддя Республіки Сербської
На території Республіки Сербської знаходиться 91 мисливське угіддя, з них 67 спортивне мисливське угіддя, 6 — спеціальних та 18 комерційних мисливських угідь загальною площею приблизно 2 475 861 га. Спеціальними мисливськими угіддями керують лісове господарство ДП «Ліси Республіки Сербської» та «Національні парки Республіки Сербської». Спортивними мисливськими угіддями керують мисливські товариства та лісове господарство ПП «Ліси Республіки Сербської».
Мисливські угіддя розташовані в 10 регіонах (Семберія, Санско-Уско, Добійско-модричка, Мотаїчко-Лієвчанська, Баня-Лука, Бирачка, Старогерцеговачка, Герцеговачка, Сараєвско-Романійська та Мрконичка).

### Дичина
Мисливські угіддя Республіки Сербської багаті на наступні види тварин:
- Ведмідь бурий
- Вовк
- Свиня дика
- Сарна європейська
- Козиця звичайна
- Оленеві
- Лисиця
- Борсук
- Кіт лісовий
- Куниця (лісова та кам'яна)
- Тетерук (Глушець)
- Кеклик

### Дрібна дичина
- Заєць
- Фазан
- Перепілка (Куріпки, Європейський кеклик)
- Слуква
- Крижень
- Гуска сіра
- Голуб сизий
- Бекасіна
- Лиска